# Utøykaia

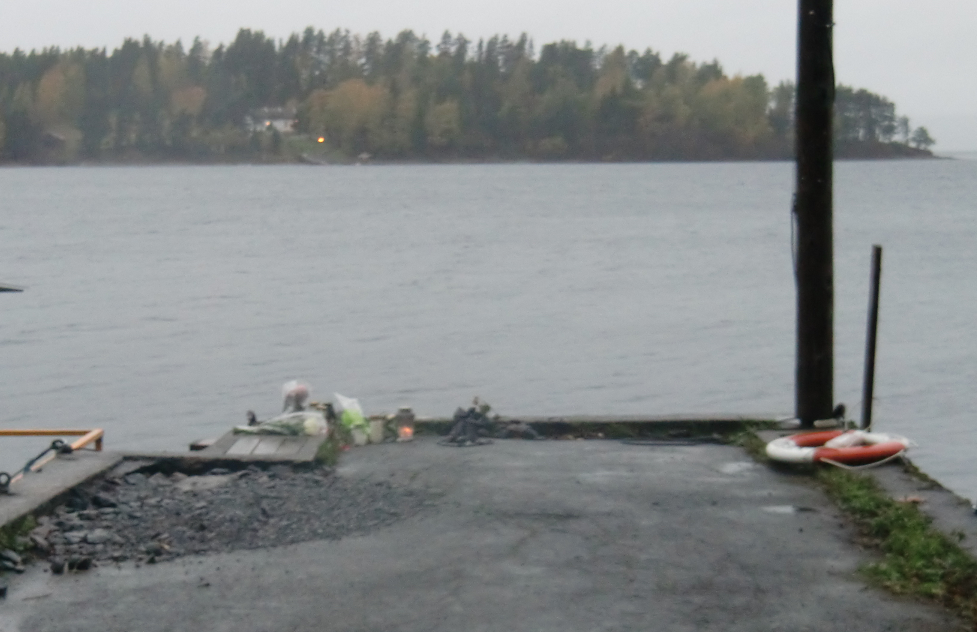
Utøykaia i oktober 2011. I bakgrunden Utøya.

Utøykaia, även kallad Thorbjørnkaia, är en mindre båthamn vid sjön Tyrifjorden i Buskerud fylke i sydöstra Norge. Den ligger cirka 450 meter söder om Utvika campingplats och cirka 100 meter norr om Lia gård. Från fylkesväg 155 (gamla E16) är det skyltat "Utøya" ner mot Utøykaia. Det är cirka 600 meter från kajen över till ön Utøya.
Fartyget M/S Thorbjørn ligger normalt förtöjt vid kajen. Under det socialdemokratiska ungdomsförbundet AUF:s årliga sommarläger går båten i skytteltrafik mellan Utøykaia och Utøya.

## Terrorattentatet 22 juli 2011
Utøykaia var en central plats i samband med terrorattentaten i Norge 2011. AUF hade ett vakttält och två vakter vid kajen då terroristen Anders Behring Breivik anlände i en silvergrå Fiat Doblò varubil. Breivik stannade till med bilen vid skogskanten intill kajen. En av vakterna, Simen Brænden Mortensen, gick fram och pratade med Breivik som satt kvar i bilen. Brænden Mortensen tittade på Breiviks polislegitimation utan att upptäcka att den var falsk. Därefter ringde han informationsansvariga på Utøya och berättade att en polisman var på väg. Brænden Mortensen frågade också om polismannens besök hade meddelats tidigare. Han hörde därefter att informationen på Utøya ringde upp personal på M/S Thorbjørn. Efter en kort stund fick han besked om att båten var på väg.
Några minuter senare ankom M/S Thorbjørn till Utøykaia. Lägerledaren och kaptenen pratade med Breivik innan de tillsammans gick ombord på båten och åkte över till ön, dit de anlände klockan 17.18. En stund senare, klockan 17.22, hörde vakterna de tre första skotten.
I juni 2017 meddelade Norges regering att ett minnesmärke, istället för det tidigare beslutade Memory Wound vid Sørbråten, kommer att uppföras vid Utøykaia.

## Minnesmärke
Efter det att Norges regering 2017 hade beslutat att inte genomföra Jonas Dahlbergs förslag som minnesmärke, gavs ett uppdrag till Statsbygg att utforma ett nytt alternativ. Statsbygg gav i sin tur i uppdrag till arkitekterna Manthey Kula AS att tillsammans med den belgiske landskapsarkitekten Bas Smets utforma ett mer nedtonat minnesmärke vid stranden omedelbart vid Utøyakaia. Förslaget presenterades av Statsbygg 2019 och består av 77 smala och tre meter höga bronspelare med en överliggare, placerade i en s-formad kurva. Även detta projekt har mött lokala protester, men en majoritet i fullmäktige i Hole kommun röstade i maj 2020 för att ge klartecken till det.
Minnesmärket började byggas i augusti 2020. Planen var att det skulle vara färdigställt till tioårsminnet av terrorattentaten i juli 2021. Efter ett domstolsbeslut, efter ett överklagande, avbröts uppförandet i september 2020. Minnesmärket hann inte bli färdigställt till tioårsminnet. Statsbygg uppgav coronavirusutbrottet och rättsprocesserna som försvårande och försenande orsaker och att färdigställandet istället planeras till 2022.[uppföljning saknas]